# 날개 (소설)
〈날개〉는 이상이 1936년에 발표한 소설이다. 1936년 9월 잡지 《조광》 11호에 발표된 이 작품은 스스로 경제 활동을 하지 못한 작가의 의식이 반영되어 일제강점기의 무력한 지식인의 분열된 자아를 다룬다. 작품의 주인공은 지식인 '나'로 현실과 단절된 자신의 방 안에서 살며 매춘으로 돈을 버는 아내에게 받는 돈과 밥으로 살아가는 인물이다. 그는 다섯 차례의 외출을 거치며 본래의 자아를 되찾으려는 생각을 하며 날개를 되찾길 원하게 된다. 이 작품은 1930년대 모더니즘 소설의 으뜸 중 하나로 꼽히며, 난해한 작가로 여겨지던 이상에 대한 평가를 신심리주의 리얼리즘에 대한 평가로 바꿨다. 

## 배경과 창작
〈날개〉의 작자 이상은 1926년 경성고등공업학교에 유일한 조선인 학생으로 입학하여 수석을 다툴 만큼 뛰어난 지식인이었다. 그는 일본어를 구사할 줄 알고 있었고, 박태원의 소설 〈소설가 구보씨의 일일〉의 삽화를 그려주기도 했다. 이상은 1933년 폐병에 걸려 직장을 그만두고 요양을 가게 되었다가 알게 된 기생 금홍(錦紅)과 2년 남짓 동안 동거 생활을 한다. 그는 금홍과 서울로 올라온 이후 다방 등을 운영하지만 실패하고 〈조선중앙일보〉에 연재하던 시 〈오감도〉는 일반 독자가 보기에는 상당히 난해하여 독자들에게 항의를 받고 연재가 중단된다. 이상은 금홍이 벌어주던 돈으로 생계를 유지했고 금홍과 헤어진 이후에도 동림이란 여성의 힘으로 살아갈 수 있었다. 이 작품에는 이러한 이상의 의식이 반영되었다.
〈날개〉는 1936년 9월 〈조광〉에 발표되었다.

## 줄거리

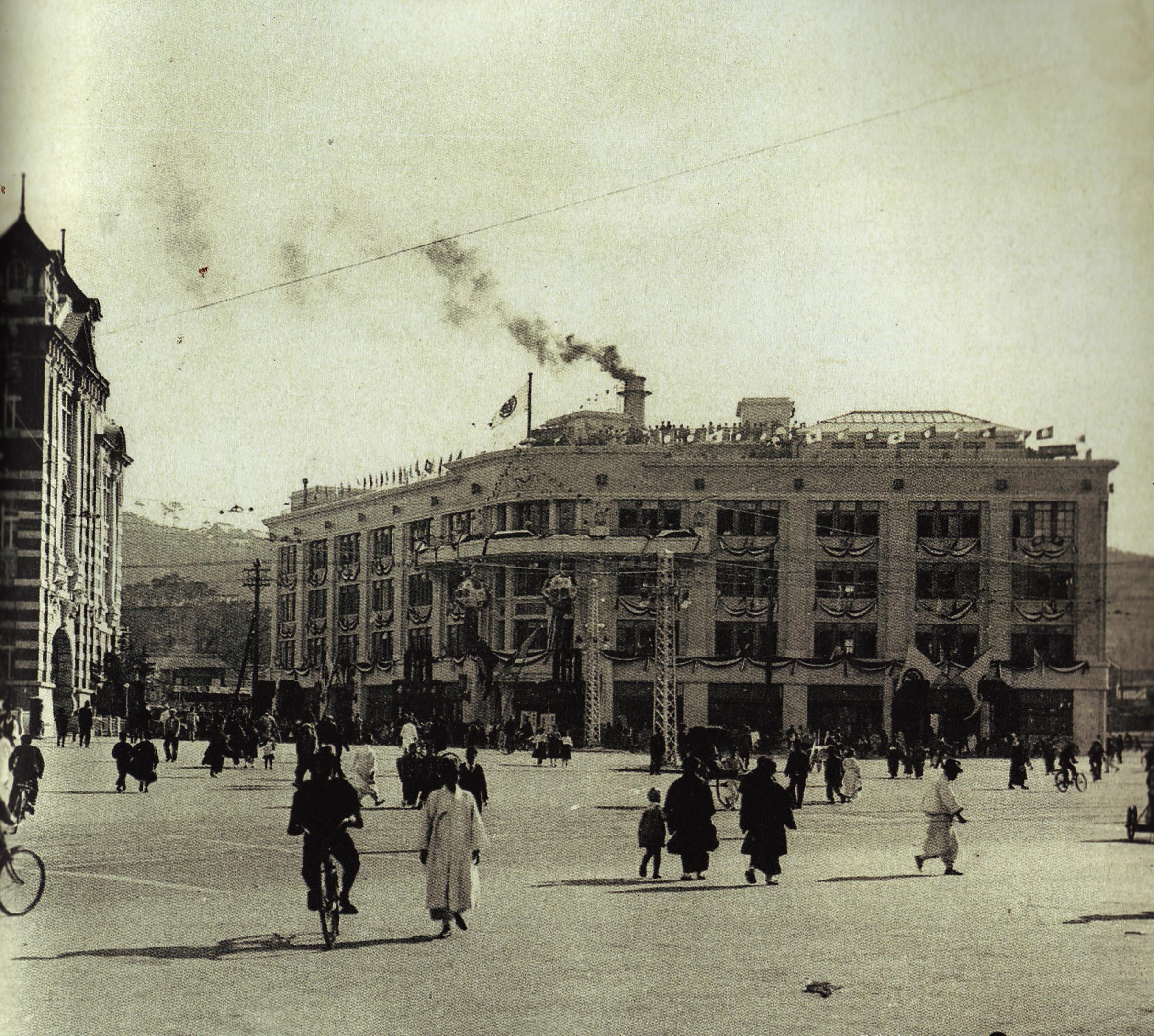
작품 마지막에 등장하는 장소인 미츠코시 백화점 경성점(현 신세계 백화점 본점)

지식인인 '나'는 33번지에 아내와 함께 산다. '나'는 늘 화려한 햇살이 닿는 아내의 방과 달리, 햇빛이 들어오지 않는 어두운 방에서 항상 뒹굴며 놀거나 잠을 자며 무기력하게 산다. '나'는 아내가 외출을 하는 것으로 보아 그녀가 직업을 가지고 있음을 알지만 무슨 일을 하는지는 모른다. 이따금씩 집에 아내의 내객이 찾아오곤 한다. 아내는 내객들에게 돈을 받으며 '나'는 아내가 번 돈으로 살아간다. 어느 날 아내가 외출한 틈을 타 아내가 준 돈을 지폐로 환전하러 나간 '나'는 돈은 쓰지 않고 여기저기를 다닌다. 아내에게 돈을 주자 아내는 다음에는 더 늦게 들어와도 된다고 말한다. 다음 날에도 외출한 '나'는 비를 맞고 떨면서 집으로 일찍 돌아와 의식을 잃는다. 아내는 '나'에게 약을 주고 외출하지 말라고 말한다. 이후 '나'는 그 약이 수면제였다는 사실을 깨닫는다. '나'는 이에 대해 화가 나면서도 자신이 오해했을 수도 있다는 생각을 하며 집으로 돌아온다. 그때 '나'는 아내의 매춘을 목격하고 도망친다. '나'는 이곳저곳을 다니다가 미스꼬시 옥상까지 간다. 정오의 사이렌이 울리자 '나'는 “날개야 다시 돋아라. 날자. 날자. 날자. 한번만 더 날자꾸나. 한번만 더 날아보자꾸나."라고 말하고 싶어진다.

## 주제와 분석
〈날개〉의 주인공은 어두운 현실 속에서 아무것도 하지 못하고 살아가던 일제강점기의 무기력한 지식인의 모습을 드러낸다. '나'는 아내가 하는 일도, 내객들이 아내에게 돈을 주는 이유도 모르며 돈을 쓰는 방법도 알지 못한다. '나'가 하는 일은 방에서 종일 뒹굴고 아내가 외출하면 아내 방에서 아내를 생각하거나 아내의 물건으로 장난치는 것이다. 어린아이의 수준으로 퇴행한 인물이지만 '나' 마르크스나 맬서스를 알고 아달린이 어떤 약인지 알고 있는 지식인이다. 무기력한 지식인으로서의 모습은 아내와의 비교로 극대화된다. '나'는 빈대가 들끊고 어두침침한 반면 아내의 방은 화려하고 햇볕이 들어온다. 또한 '나'는 검은 양복 하나가 가진 의복의 전부이지만 아내의 옷은 화려하다. 아내가 주는 돈을 그저 받기만 하는 '나'의 모습은 유대감을 상실한 인간관계를 건조하게 보여준다.
작품은 무기력한 '나'의 모습을 통해 자아의 분열을 그린다. 아내에 대해 알지도 못하고 궁금해하지도 않는 '나'와 아내의 갈등은 '나'의 분열된 자의식으로 나타난다. 이러한 혼란스럽고 불안한 자의식은 의식의 흐름 기법을 통해 표현된다. '나'와  관계는 구실이 뒤바뀐 부부의 관계로 '나'의 가치가 전도된 삶을 은유한다, 이 역시 당시 지식인의 모순된 자의식을 나타낸다.
'나'는 아내에게 사육되는 존재이기도 하다. 아내가 어떤 일을 하는 지도 모르는 주인공은 아내가 일하는 시간에는 절대 아랫방으로 들어갈 수 없다. 이 규율을 지키면 아내에게 밥과 돈을 받을 수 있다. 아내는 매춘에 거추장스러운 남편을 수면제로 재우고 어두운 방에서 나오지 못하게 한다.
주인공은 세상과 단절된 공간이던 자신의 방과 아내의 규율로부터 벗어나 다섯 차례 외출을 한다. 첫 외출은 아내에게 받은 돈을 쓰지 못하고 자정 전에 돌아오는 것으로 끝나지만 다음 외출은 자정을 넘기고 돌아오며, 그 다음 외출에서는 티룸에 간다. '나'는 이 과정에서 시간적, 공간적 확장과 함께 의식의 확장까지 경험한다. 그는 마지막 외출에서 날개를 피고자 하는데, 이는 자신의 분열된 자아에서 본래의 자아를 찾고자 하는 의지이자 자기구제를 꾀하는 의지로 볼 수 있다.

## 평가
〈날개〉는 일제 강점기 식민지 지식인의 자기 소모적이고 자기 해체적인 모습을 그려, 사회 현실의 문제를 심리적인 의식의 내면으로 투영시킨 문학기법상의 방향전환으로 문학사적 의미를 가진다. 또한 한국 현대문학 최초의 심리소설로도 불린다. 내용의 난해함과 파격성으로 1930년대 모더니즘 소설의 으뜸이라 평가받기도 한다. 작품은 〈오감도〉로 대표되는 작가 이상의 실험적인 작품에 대한 생경한 반응을 신심리주의 혹은 심화된 리얼리즘이란 평가로 바꿔놓았다. 식민지 사회의 병리를 개인의 삶의 모순과 갈등으로 바꿈으로써 현실을 외면하지 않아도 되었다는 부분에서도, 의식 및 심리의 내면화 현상이 1930년대 문학사에서 새로운 의의를 가진다.

## 대중 문화
- 이상의 〈날개〉을 영화화한 작품인 1968년 작 《이상의 날개》는 최인현이 감독을 맡았다. 주연을 맡은 신성일은 이 영화로 대종상 남우주연상을 수상했다.[17]

## 참고 문헌
- 시대문학작품선정위원회 (2006). 《우리 시대의 명작 20~50년대 한국단편소설》. 시대문학. ISBN 9788987132242.
- 채호석; 안주영 (2017). 《한국 현대 문학사를 보다. 1: 개화기~일제강점기》. 리베르스쿨. ISBN 9788965822394.
- 류대성; 박소연; 송영민; 이현숙 (2011). 《문학 교과서 작품 읽기 소설: 필수편(상)》. 창비. ISBN 9788936458256.
- 이상 (2014). 《날개 봉별기 외》. 푸른생각. ISBN 9788991918351.
- 채호석 (2009). 《청소년을 위한 한국현대문학사》. 두리미디어. ISBN 9788977152014.